# Oreolalax granulosus
Oreolalax granulosus är en groddjursart som beskrevs av Fei, Ye, Chen in Fei, Ye och Huang 1990. Oreolalax granulosus ingår i släktet Oreolalax och familjen Megophryidae. IUCN kategoriserar arten globalt som sårbar. Inga underarter finns listade i Catalogue of Life.